# La tela del ragno (film 1955)
La tela del ragno (The Cobweb) è un film del 1955 diretto da Vincente Minnelli in CinemaScope. Si ispira al romanzo omonimo scritto un anno prima da William Gibson.

## Trama
Il dottor Stewart McIver riceve l'incarico di dirigere una clinica psichiatrica, posto che per molti anni è stato l'obiettivo del direttore sanitario dottor Douglas Devanal. Tra i molti pazienti vi sono Steven Holte, un artista con tendenze suicide, e il signor Capp, con tendenze autolesioniste. Il suo lavoro tiene McIver così occupato che sua moglie, Karen, si sente sempre più frustrata e ignorata. Quando sono necessarie nuove tende per la biblioteca della clinica, l'irascibile e avara Victoria Inch ne ordina di poco attraenti. Karen McIver si offre di acquistare invece un set più costoso e colorato, ottenendo l'approvazione del presidente del consiglio Regina Mitchell-Smythe, ma senza farlo sapere al marito. Quella che dovrebbe essere una questione insignificante è complicata ulteriormente dal fatto che il dottor McIver assegna ai pazienti, soprattutto a Stevie, il compito di progettare e creare loro stessi le nuove tende.
I rapporti tra il personale della clinica sono complicatissimi. Il dottor Devanal, che ha un problema di alcol, ha avuto una relazione con la sua segretaria Miss Cobb e fa un goffo tentativo anche con la moglie di McIver. McIver comincia a innamorarsi di Meg Rinehart, un membro del suo staff. La signorina Inch ha il segreto proposito di far conoscere il comportamento indecoroso di Devanal alla successiva riunione del consiglio di amministrazione ed è incerta se coinvolgere anche McIver, mentre la moglie di Devanal, Edna, crede erroneamente che McIver sia dietro al complotto per screditare suo marito.
Intanto Stevie Holt si sente psicologicamente abbastanza stabile da andare ad un appuntamento con Sue Brett, un'altra paziente, ma rimane molto turbato quando scopre che sono state fissate nuove tende, diverse da quelle che aveva disegnato lui. In preda a una crisi, scompare; le ricerche iniziano e McIver teme un suicidio. Alla fine Stevie riappare, i coniugi McIver si impegnano a migliorare il loro matrimonio e la signorina Inch decide di non fare nessuna rivelazione. Il dottor Devanal, sollevato che la sua reputazione sia rimasta intatta, decide comunque di presentare le dimissioni al consiglio di amministrazione.